# Caimito Grande
Caimito Grande (en francés Grande Cayemite y también conocido como Great Cayemites Island e Île Grande Cayemite) es el nombre que recibe una isla del país caribeño de Haití, que está situado en el departamento de Grand'Anse, distrito de Corail, y en la comuna de Pestel. 